# Ulf Nilsson
Ulf Gösta Nilsson (* 11. Mai 1950 in Nynäshamn) ist ein ehemaliger schwedischer Eishockeyspieler (Center), der von 1974 bis 1983 für die New York Rangers in der National Hockey League und die Winnipeg Jets in der World Hockey Association spielte.

## Karriere
In Schweden spielte er für den AIK Solna. Mit der schwedischen Eishockeynationalmannschaft spielte er bei der Weltmeisterschaft 1973 in einer Reihe mit Ulf Sterner und gewann Silber. Bei der WM 1974 wurde er nach der ersten Partie, einem 4:1 gegen Polen, positiv auf Ephedrin getestet und sofort für den Rest des Turniers gesperrt. Das Spiel wurde anschließend mit 0:5 gewertet, Schweden gewann am Ende aber trotz der zwei verlorenen Punkte die Bronzemedaille. Nilsson und der Finne Stig Wetzell, der ebenfalls bei dieser WM positiv auf Ephedrin getestet wurde, waren die ersten aufgedeckten Dopingfälle der Eishockey-WM-Geschichte. Beide wurden nach dem Turnier 18 Monate für internationale Spiele gesperrt.
Ab 1974 spielte er bei den Winnipeg Jets gemeinsam mit seinem Landsmann Anders Hedberg in einer Reihe mit dem legendären Bobby Hull. Die drei bildeten eine der stärksten Sturmreihen der WHA. In seinen vier Jahren dort half er mit das Team zweimal zur Meisterschaft, der AVCO World Trophy zu führen. Vor allem dank zahlreicher Vorlagen war er immer unter den besten Scorern der WHA und konnte in seinen vier Spielzeiten immer deutlich mehr als 100 Punkte erzielen. Mit seinen 484 Punkten ist er der erfolgreichste Europäer der WHA.
Gemeinsam mit Anders Hedberg wechselte er zur Saison 1978/79 zu den New York Rangers in die NHL. Hier nominierte man ihn für den Challenge Cup 1979. Während seiner Zeit in der NHL plagten ihn Verletzungen. Die Saison 1981/82 verpasste er komplett, und er spielte nur zweimal für die Springfield Indians in der American Hockey League. Im Jahr darauf spielte er drei Spiele in der Central Hockey League für die Tulsa Oilers, bevor er zehnmal für die Rangers aufs Eis ging.

## Sportliche Erfolge
- AVCO World Trophy: 1976 und 1978

### Persönliche Auszeichnungen
- WHA Playoff MVP: 1976
- WHA First All-Star Team: 1976 und 1978
- WHA Second All-Star Team: 1977
- Bester Scorer in den WHA Playoffs: 1976